# Crotalaria assurgens
Crotalaria assurgens är en ärtväxtart som beskrevs av Roger Marcus Polhill. Crotalaria assurgens ingår i släktet sunnhampor, och familjen ärtväxter. Inga underarter finns listade i Catalogue of Life.